# Filip (metge)
Filip (en llatí Philippus, en grec Φίλιππος) va ser un metge grec del segle ii, contemporani de Galè, membre de la secta dels empírics. Va discutir durant dos dies amb Pèlops, probablement a Esmirna, cadascun defensant les seves doctrines.
Galè menciona amb freqüència un metge de nom Filip que va escriure una obra sobre diversos aspectes mèdics i sobre la catalèpsia, que hauria exercit principalment a Cesarea de Capadòcia i del que es conserven algunes receptes, però no se sap si és el mateix. Aeci, un metge romà d'Orient del segle vi, menciona un Filip del que diu que era sofista i que prometia la immortalitat als que es comprometessin a seguir les seves indicacions, però no se sap si era metge. El pare del famós metge Arquigenes d'Apamea es deia Filip però no consta que es dediqués a la medicina.